# Waldemar Kraft
Waldemar Kraft, född 19 februari 1898 i Brustow, Posen, död 12 juli 1977 i Bonn, var en tysk politiker (Gesamtdeutscher Block/Bund der Heimatvertriebenen und Entrechteten (GB/BHE) och från 1956 CDU), medlem av nazistpartiet från 1933
Waldemar Kraft var 1950 med och grundade GB/BHE. 1953 fick GB/BHE 5,9 % i förbundsdagsvalet och kom därmed in. Partiet blev en del av regeringskoalitionen under Konrad Adenauer. Waldemar Kraft blev minister för särskilda uppgifter (Bundesminister für besondere Aufgaben) och Theodor Oberländer blev minister för fördrivna, flyktingar och krigsskadade. Interna stridigheter som eskalerade i samband med partistämman i Bielefeld 1954 ledde till att Kraft, Oberländer och andra gick ur partiet 1955 och istället gick med i CDU 1956.